# Miracles (Someone Special)
«Miracles (Someone Special)» és una cançó de la banda britànica Coldplay junt al raper estatunidenc Big Sean. Fou publicat el 14 de juliol de 2017 com a segon senzill de l'EP Kaleidoscope.
La cançó presenta un petit fragment de Michael J. Fox de la pel·lícula Back to the Future. El videoclip oficial de la cançó fou llançat l'endemà de l'aparició del senzill. Dirigit per Ben Mor, mostra diverses fotografies animades, la majoria de les quals relacionades amb immigrants arribant a Ellis Island entre finals del segle xix i principis del xx.

## Llista de cançons
| Núm. | Títol                        | Durada |
| ---- | ---------------------------- | ------ |
| 1.   | «Miracles (Someone Special)» | 4:36   |